# Dénes Nagy

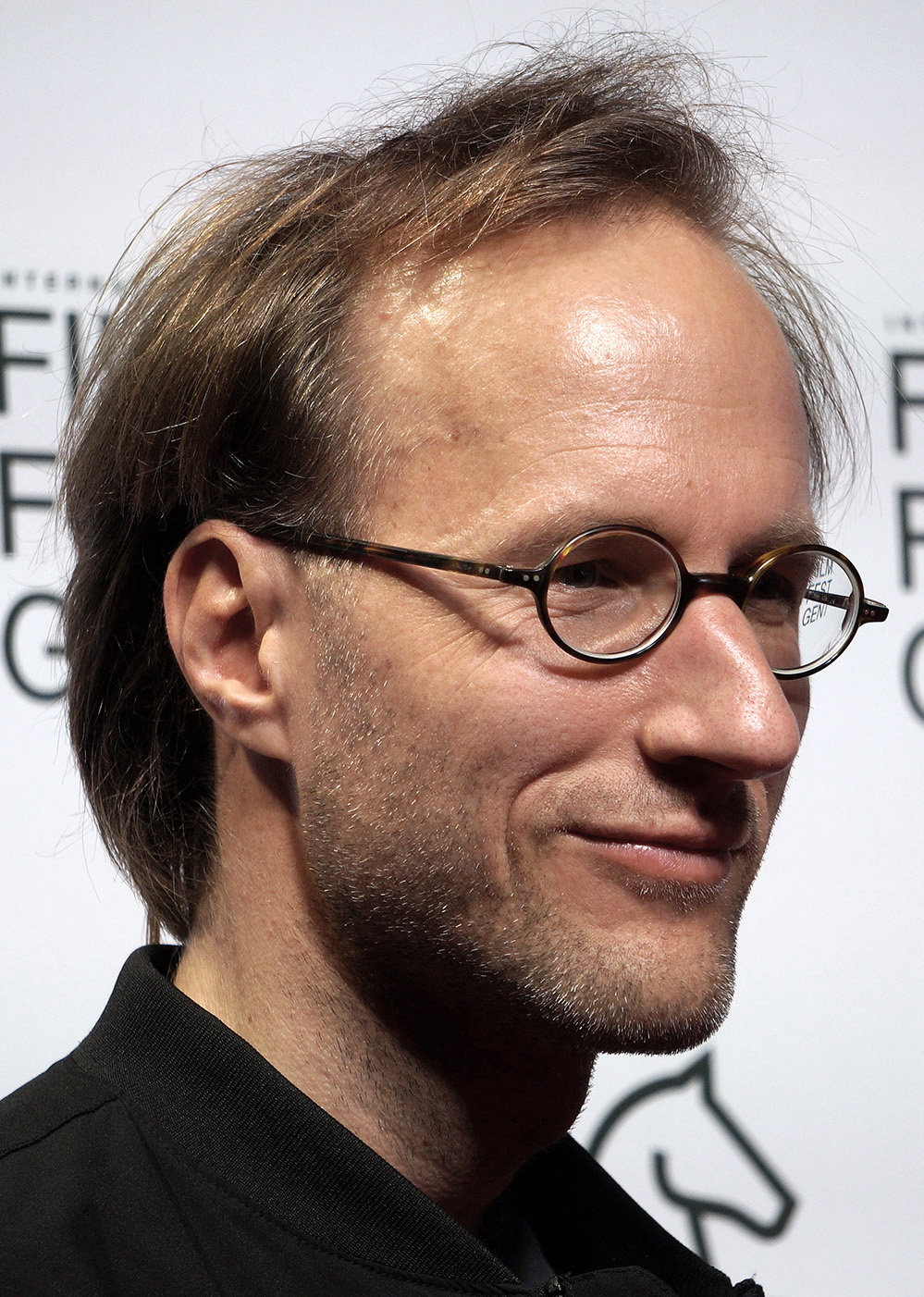
Dénes Nagy (2021)

Dénes Nagy (* 1980) ist ein ungarischer Filmregisseur und Drehbuchautor. Seit Mitte der 2000er-Jahre hat er 12 Kurzspielfilme und Dokumentationen inszeniert, die sowohl in seinem Heimatland als auch auf europäischen Filmfestivals preisgekrönt wurden. Mit Das Licht in den Birkenwäldern (2021) legte er sein Spielfilmdebüt vor.

## Leben

### Ausbildung und erste Kurzfilme
Dénes Nagy studierte an der Universität für Theater und Filmkunst in Budapest. Während des Studiums unter János Szász, das er 2009 abschloss, verbrachte er ein Gastsemester an der Deutschen Film- und Fernsehakademie Berlin (DFFB). Dort gehörte u. a. Valeska Grisebach zu seinen Mentoren. In allen seinen Filmen versucht Nagy eigenen Angaben zufolge „an Gesichtern und Landschaften zu arbeiten“. Werke, die ihn beeinflusst haben, sind Andrej Rubljow (1966) von Andrei Tarkowski, Flandern (2006) von Bruno Dumont und Trys dienos (1991) von Šarūnas Bartas.
Bereits während seines Studiums realisierte Nagy verschiedene Kurzfilme. Ersten Erfolg hatte er mit dem Kurzspielfilm Együtt (2006, internationaler Titel: Together). Für das 20-minütige Werk über einen 17-jährigen Russen, der sich mit Hilfe von illegalen Schleusern über Italien nach Budapest bringen lässt, gewann er einen ersten Preis auf der Ungarischen Filmschau sowie einen Hungarian Film Critics Award. Auch seine folgenden Kurzfilmarbeiten fanden Beachtung und wurden preisgekrönt. So erzählte das 14-minütige Werk Berlinskaya fuga (2009) vom tristen Aufwachsen eines 5-jährigen Mädchens in der ukrainischen Industriestadt Donezk. Der 20-minütige Kurzspielfilm Riport (2010, Report) stellte eine junge Soziologin in den Mittelpunkt, die sich bei der Arbeit im Gefängnis von einem jungen Insassen manipulieren lässt.

### Erfolg mit dem Kurzfilm „Lágy eső“ und Spielfilmdebüt
Im Jahr 2012 nahm Nagy am Programm Berlinale Talents teil. Der internationale Durchbruch als Kurzfilmregisseur stellte sich kurze Zeit später mit Lágy eső (2013, Soft Rain) ein, der in einem Dorf im Osten Ungarns spielt. Darin erzählt Nagy von einem im Heim aufgewachsenen Jugendlichen, der sich in eine Klassenkameradin verliebt und auf unbeholfene Art versucht ihr zu imponieren. Das 28-minütige Werk wurde nach seiner Uraufführung in Ungarn in die Nebensektion Quinzaine des réalisateurs des 66. Filmfestivals von Cannes eingeladen. Zwar blieb Lágy eső dort unprämiert, kam aber in der Folge auf zahlreichen europäischen Filmfestivals zur Aufführung. Bis 2014 gewann der Film u. a. die Hauptpreise der Festivals von Angers, Cabourg, Genf, Odense, Vila do Conde und Vilnius.
Parallel zu seiner Arbeit an Kurzspielfilmen führte Nagy auch Regie an Dokumentationen. 2008 entstand die 9-minütige Produktion Russian Playground, in der er Kinder aus Moskau, Jekaterinburg und Sljudjanka bei der Entdeckung ungewöhnlicher Spielplätze begleitete. Der 50-minütige Film Másik Magyarország (2013, Another Hungary) nahm am International Film Festival Rotterdam 2014 teil und stellte den ungarischen Künstler Imre Bukta (* 1952) in den Mittelpunkt, der in sein Heimatdorf ins Komitat Heves zurückkehrt. Das Werk wurde 2013 mit dem Hungarian Film Critics Award ausgezeichnet. Sein bislang letzter Dokumentarfilm Harm (2015) konzentrierte sich auf das selbstverletzende Verhalten von Menschen und wurde vom europäischen Ableger des US-amerikanischen Fernsehsenders Home Box Office (HBO) produziert und vertrieben. Sowohl Russian Playground, als auch Másik Magyarország und Harm wurden auch auf europäischen Filmfestivals aufgeführt und preisgekrönt.
Im Jahr 2021 erhielt Nagy für sein Spielfilmdebüt Das Licht in den Birkenwäldern (Natural Light) den Regiepreis der 71. Internationalen Filmfestspiele Berlin. Das Historiendrama spielt zur Zeit des Zweiten Weltkriegs in der besetzten Sowjetunion und stellt eine ungarische Sondereinheit in den Mittelpunkt, die entlegene Dörfer nach Partisanen durchsucht. Nagy besetzte durchweg Laiendarsteller und drehte bei natürlichem Licht im Osten Lettlands.

## Filmografie
- 2004: 2003 November (Kurzfilm)
- 2005: Kovács Éva (Kurzfilm)
- 2006: Láthatatlan ember (Kurzfilm)
- 2006: Együtt (Kurzfilm)
- 2008: Russian Playground (Dokumentar-Kurzfilm)
- 2009: Cinetrain: Where Does Europe End? (Dokumentar-Kompilationsfilm)
- 2009: Berlinskaya fuga (Kurzfilm)
- 2010: Riport (Kurzfilm)
- 2012: Saját idő (Dokumentarfilm)
- 2013: Lágy eső (Kurzfilm)
- 2013: Másik Magyarország (Dokumentarfilm)
- 2015: Harm (Dokumentarfilm)
- 2021: Das Licht in den Birkenwäldern (Természetes fény)

## Auszeichnungen (Auswahl)
- 2007: Ungarische Filmschau – Spezialpreis der Jury und Studentenjury-Preis (Együtt)
- 2008: Hungarian Film Critics Award – Bester Kurzfilm (Együtt)
- 2010: Ungarische Filmschau – Lobende Erwähnung (Riport)
- 2011: Astra Film Festival Sibiu – Festivalpreis (Berlinskaya fuga)
- 2013: Friss Hús Budapest Short Film Festival – Publikumspreis, Bester Kurzfilm (Lágy esö)
- 2013: Geneva International Film Festival Tous Ecrans – Lobende Erwähnung (Lágy esö)
- 2013: Hungarian Film Critics Award – Bester Dokumentarfilm (Másik Magyarország)
- 2013: Hungarian Film Critics Award – Bester Kurzfilm (Lágy esö)
- 2013: Vila do Conde International Short Film Festival – Bester Kurzfilm (Lágy esö)
- 2014: Angers European First Film Festival – Bester europäischer Kurzfilm (Lágy esö)
- 2014: Cabourg Romantic Film Festival – Bester Kurzfilm (Lágy esö)
- 2014: Odense International Film Festival – Bester Kurzfilm (Lágy esö)
- 2014: Vilnius International Short Film Festival – Bester Kurzfilm (Lágy esö)
- 2015: ZagrebDox – Bester Regisseur unter 35 Jahre (Másik Magyarország)
- 2021: Silberner Bär (Beste Regie) der 71. Berlinale (Das Licht in den Birkenwäldern)